# Polygonum albanicum
Polygonum albanicum är en slideväxtart som beskrevs av Jáv.. Polygonum albanicum ingår i släktet trampörter, och familjen slideväxter. Inga underarter finns listade i Catalogue of Life.